# Rio Sapucaí (vattendrag i Brasilien, São Paulo)
Rio Sapucaí är ett vattendrag i Brasilien.   Det ligger i delstaten São Paulo, i den sydöstra delen av landet, 500 km söder om huvudstaden Brasília.
Omgivningen kring  Rio Sapucaí består huvudsakligen av våtmarker. Området är ganska glesbefolkat, med 29 invånare per kvadratkilometer.